# Ульяновка (Белинский район)
Ульяновка — деревня в Белинском районе Пензенской области России. Входит в состав Пушанинского сельсовета.

## География
Деревня находится в юго-западной части Пензенской области, в пределах Приволжской возвышенности, на левом берегу реки Чембар, на расстоянии примерно 7 километров (по прямой) к юго-западу от города Белинский, административного центра района.

## История
Впервые упоминается в 1939 году как посёлок Кукарского сельсовета Чембарского района. В 1955 году являлась частью Мачинского сельсовета. В деревне располагалась бригада колхоза «Победа».

## Население
| 2010 |
| ---- |
| 1    |

Половой состав
По данным Всероссийской переписи населения 2010 года в гендерной структуре населения женщины составляли 100 %.
Национальный состав
Согласно результатам переписи 2002 года, в национальной структуре населения русские составляли 100 % из 16 чел.